# Bulbophyllum bliteum
Bulbophyllum bliteum är en orkidéart som beskrevs av Jaap J. Vermeulen. Bulbophyllum bliteum ingår i släktet Bulbophyllum och familjen orkidéer. Inga underarter finns listade i Catalogue of Life.